# Садоводы (мини-сериал)
«Садоводы» (англ. Landscapers) — американский мини-сериал канала HBO в жанре драмы и чёрного юмора. Сценарий мини-сериала написал Эд Синклер, режиссёром стал Уилл Шарп. В главных ролях — Оливия Колман и Дэвид Тьюлис.
Мини-сериал основан на реальных событиях — убийстве Уильяма и Патрисии Уичерли, которое произошло в Форест-Тауне (графство Ноттингемшир, Великобритания) в 1998 году.

## Сюжет
В центре основанного на реальных событиях сюжета — тихая супружеская пара Сьюзан и Кристофер Эдвардс, которая убила родителей Сьюзан и закопала их тела в саду своего дома в Мансфилде. Преступление не было раскрыто более десяти лет.

## В ролях

### Главные роли
- Оливия Колман — Сьюзан Эдвардс
- Дэвид Тьюлис — Кристофер Эдвардс

### Второстепенные персонажи
- Кейт О’Флинн[англ.] — Эмма Лансинг
- Дипло Ола — Дуглас Хилтон
- Сэмьюэл Андерсон[англ.] — Пол Уилки
- Карл Джонсон[англ.]
- Фелисити Монтегю[англ.] — Патрисия Уичерли
- Дэниел Ригби[англ.] — Тони Коллиер

## Эпизоды
| № | Название               | Режиссёр  | Автор сценария         | Дата премьеры   | Зрители в США (млн) |
| - | ---------------------- | --------- | ---------------------- | --------------- | ------------------- |
| 1 | «Эпизод 1» «Episode 1» | Уилл Шарп | Эд Синклер             | 6 декабря 2021  | 0,112               |
| 2 | «Эпизод 2» «Episode 2» | Уилл Шарп | Эд Синклер             | 13 декабря 2021 | 0,128               |
| 3 | «Эпизод 3» «Episode 3» | Уилл Шарп | Эд Синклер и Уилл Шарп | 20 декабря 2021 | 0,146               |
| 4 | «Эпизод 4» «Episode 4» | Уилл Шарп | Эд Синклер и Уилл Шарп | 27 декабря 2021 | TBA                 |

## Производство
В декабре 2019 года телеканалы HBO и Sky анонсировали начало производства мини-сериала «Садоводы», сценаристом которого стал Эд Синклер. Режиссёром проекта должен был стать Александр Пейн, а на одну из главных ролей была выбрана Оливия Колман. В октябре 2020 года Пэйн вышел из проекта из-за плотного графика съёмок, новым режиссёром был назначен Уилл Шарп. В марте 2021 года на роль Кристофера Эдвардса был утверждён Дэвид Тьюлис.
Съёмки мини-сериала начались в марте 2021 года в Мансфилде.
Премьера мини-сериала состоялась 6 декабря 2021 года на канале HBO и в сервисе HBO Max.

## Оценки критиков
На сайте Rotten Tomatoes сериал имеет рейтинг 97 % на основании 35 рецензий критиков со средним баллом 8,0 из 10. Консенсус критиков сформулирован так: «Мини-сериал с переменным успехом накладывает загадочный стиль на уже кажущуюся невероятной реальную историю, но Оливия Колман и Дэвид Тьюлис снижают градус абсурда своей выдающейся игрой».
На сайте Metacritic рейтинг сериала составляет 79 баллов из 100 возможных на основании на 23 рецензий критиков, что означает «в целом положительные отзывы».